# 야마구치 마스카
야마구치 마스카/나오요시(일본어: 山口 尚芳, 1839년 음력 5월 11일 ~ 1894년 6월 12일)는 사가 번사, 일본 제국의 관료, 정치인이다. 통칭은 한조(範蔵).

## 같이 보기
- 이와쿠라 사절단
- 메이지 유신
- 나베시마 시게요시(鍋島茂義)
- 나베시마 시게하루(鍋島茂昌)
- 다케오시
- 귀도 버벡(Guido Verbeck)